# Samseong-dong
Samseong-dong là một khu phố hoặc phường của Gangnam-gu ở Seoul, Hàn Quốc.
Khu vực có mật độ lớn các nhà hàng chay và các nhà hàng khác phục vụ cho người Hàn theo khuynh hướng hiện đại, cụ thể là con đường chính từ đền Bongeun đến khách sạn Park Hyatt.

## Lịch sử
- 1 tháng 3 năm 1914 Mở rộng quận Gyeonggi-do (Samseong-ri, Eonju-myeon, Gwangju-gun, Gyeonggi-do)
- 1 tháng 1 năm 1963 Sáp nhập từ Gyeonggi-do đến Sudo-dong, văn phòng nhánh Eonju, Seoul
- 18 tháng 5 năm 1970 Sudo-dong đổi tên thành Cheongdam-dong
- 1 tháng 9 năm 1977 Chia từ Cheongdam-dong thành Samseong-dong
- 1 tháng 9 năm 1985 Samseong-dong chia thành Samseong-1-dong, Samseong-2-dong

## Trường học

### Samseong-1-dong
- Trường tiểu học Seoul Bongeun
- Trường trung học Bongeun
- Trường cao trung Gyeonggi

### Samsung-2-dong
- Trường tiểu học Seoul Samneung
- Trường trung học Eonju

## Điểm tham quan
- World Trade Center Seoul
- Trung tâm hội nghị và triển lãm COEX
- Kimchi Field Museum
- Đền Bongeun[4]
- Hội trường nghệ thuật Baekam

## Giáo dục
Trường nằm ở Samseong-dong:
- Trường tiểu học Bongeun
- Trường tiểu học Samreung
- Trường trung học Bongeun
- Trường trung học Eonju
- Trường cao trung Kyunggi
- Trường Seoul Jungae

## Vận chuyển
- Tàu điện ngầm Seoul tuyến 2
  - Ga Samseong
  - Ga Samsung Joongang
  - Ga Bongeunsa
  - Ga Seonjeongneung
- Tuyến Bundang
  - Ga Seonjeongneung
- Đường cao tốc Yeongdong

## Liên kết
- Trang chủ chính thức Samseong-dong Lưu trữ ngày 14 tháng 7 năm 2003 tại Wayback Machine (tiếng Hàn)